# واچه‌ای‌ها

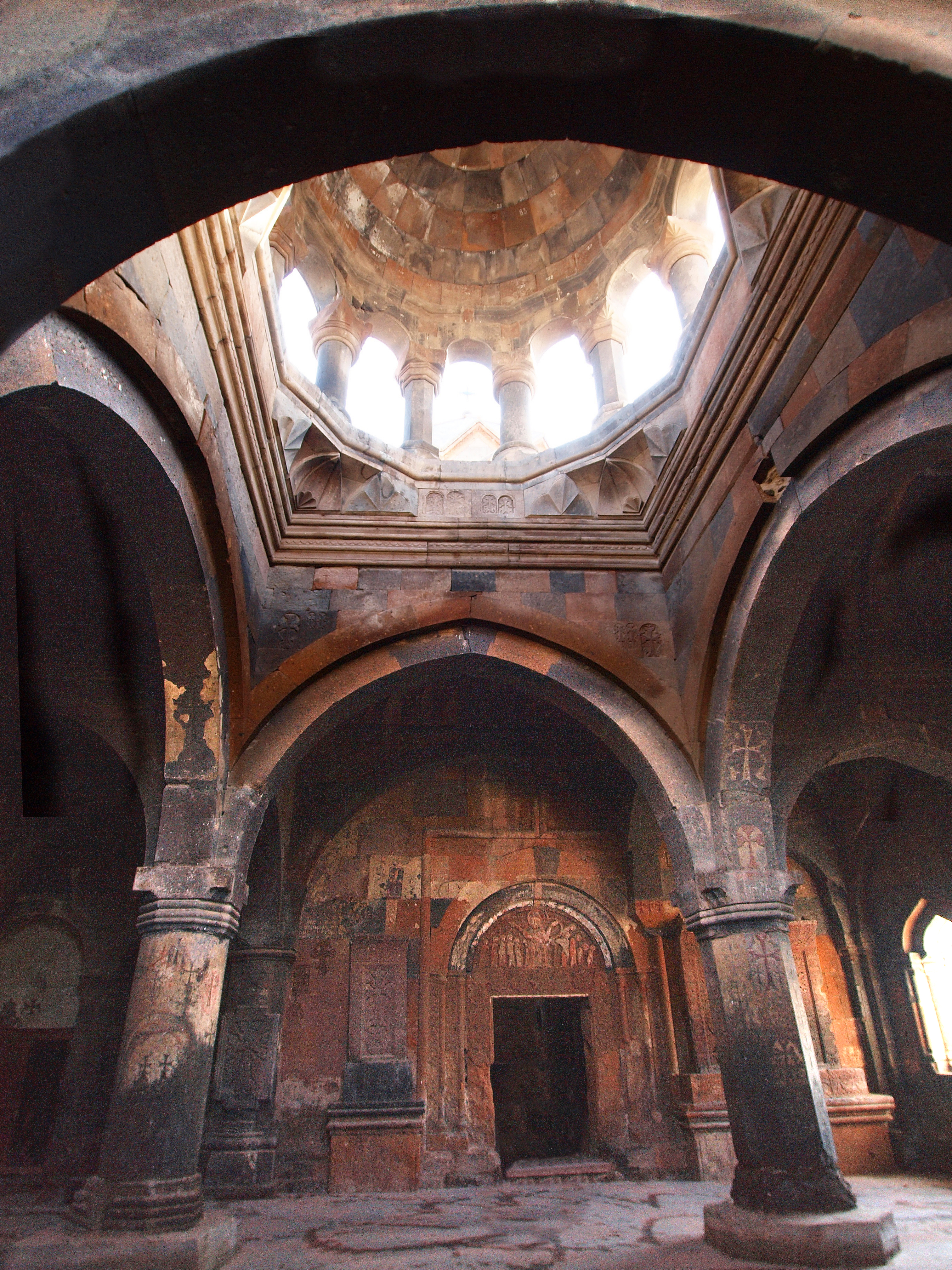
zhamatun صومعهٔ هووهاناوانک به‌دستور کُرت یکم واچه‌ای در سال ۱۲۵۰ ساخته شده است.

دودمان واچه‌ای‌ها (به ارمنی: Վաչուտյան տուն یا Վաչուտյաններ) خاندان اشرافی-فئودالی ارمنی بود که با عنوان «شاهزادگان شاهزادگان» (ارمنی: Իշխանաց իշխան، تلفظ: ایشخاناتس ایشخان) شناخته می‌شد و از حدود سال ۱۲۰۶ تا ۱۳۵۰ میلادی در منطقه‌ای از ارمنستان میانه، شامل اراضی ایراکتور و استان آراگاتسوتن–آپاران حکومت می‌کردند و خراج‌گذار رسمیت‌یافته بودند.
تأسیس دودمان توسط واچه یکم آمبردتسی (مشهور به واچوتیان) در آغاز سدهٔ سیزدهم صورت گرفت، در دورهٔ ارمنستان زاکاری (۱۲۰۱–۱۳۳۵)، زمان حکومت زاکار دوم زاکاریان و ایوانه یکم زاکاریان. ارمنستان مناطق مختلفی به اشراف فئودال واگذار شد و واچه‌ای‌ها نیز یکی از این خاندان‌ها بودند. آن‌ها از طریق ازدواج با خاندان‌هایی چون زاکاریان‌ها، هامازاپیان-مامیکونیان و اوکانانطز روابط نزدیک حفظ کردند.

## پایتخت‌ها و مراکز مذهبی
مرکز اصلی حکومت واچه‌ای‌ها در آمبرد و مراکز مذهبی مهم آن‌ها شامل هووهاناوانک، ساغموساوانک و صومعهٔ آستواتسانتس بود که آن‌ها به تعمیر، ساخت و احیای آن‌ها پرداختند. پس از تخریب بخشی از حصار قلعه آمبرد توسط مغول‌ها در سال ۱۲۳۶، کُرت یکم، جانشین واچه یکم، پایتخت را به واردنیس، آراگاتسوتن منتقل و قلعه‌ای مستحکم ساخت. مورخان آن دوره نوشته‌اند که کُرت یکم، شاه کیلیکیه را به واردنیس دعوت کرد. سپس پسران او، حسن و داوید دوّم، پایتخت را به قلعهٔ کاربی منتقل کردند. در سدهٔ ۱۳۰۰ میلادی، کُرت دوم و پسرش تیئودوس (آخرین شاهزادهٔ دودمان)، دوباره آمبرد را به‌عنوان پایتخت بازگردانند و آن را تعمیر کردند.

## پایان دودمان
دودمان در حدود سال ۱۳۵۰ میلادی توسط ملک اشرف از حکومت چوپانیان در شمال ایران منقرض شد؛ او خانوادهٔ زاکاری و تقریباً تمامی شاه‌زادگان ارمنی آن دوره را نابود کرد.

## شاهزادگان دودمان واچه‌ای

مقبرهٔ شاهزادهٔ واچه واچوتیان، ساخته‌شده در ۱۲۲۹ در هوْروموس.

کلیسای گارابد کاتوغیکه در هووهاناوانک، ساخته‌شده بین ۱۲۱۶–۱۲۲۱ به فرمان واچه واچه‌ای.

صومعهٔ آستواتسانتس کال توسط شاهزادهٔ کُرت در سال ۱۲۴۴ تکمیل شد

- ۱۲۰۶–۱۲۳۰ – واچه یکم (Vache I آمبردتسی): پسر سارجیس و نوهٔ واچ یکم مؤسس دودمان؛ او هم‌سر ماماختون، دختر حسن بود و صومعهٔ هووهاناوانک را ساخت.[۱][۴]
- ۱۲۳۰–۱۲۴۰ – کُرت یکم (فرزند واچه یکم)، همسر خوری شاهزادهٔ مامیکونیان-هامازاپیان؛ دوران حمله مغول به منطقه.
  - واچه دوم (برادر کُرت یکم؛ نامش را بعداً حفظ کرده‌اند)**
- ۱۲۴۰–۱۳۲۹ (تاریخ دقیق نامشخص)
  - داوید یکم** – Around 1240
  - واچه دوم** – circa 1240–1254
  - حسن** – پسر کُرت یکم
  - ماماختون**
  - داوید دوم** – پسر کُرت یکم
  - مامکان**
  - دایر**
  - واچ سوم**
  - داوید سوم**
- ۱۳۲۹–۱۳۳۸ – کُرت دوم، پسر دایر، همسر خواند خاتون، دختر امیرزادهٔ زاکاری
- ۱۳۳۸–۱۳۵۰ – تیئودوس (امبردتسی): آخرین فرمان‌روا و شاهزادهٔ دودمان